# Гражданское процессуальное право (Россия)
Гражда́нское процессуа́льное пра́во — отрасль права, включающая совокупность правовых норм, регулирующих общественные отношения, возникающие между судом и иными участниками судебного производства в ходе осуществления правосудия по гражданским делам, а также исполнения судебных постановлений, которое является одним из этапов судопроизводства.
Гражданским процессуальным правом именуются ещё юридическая наука и учебная дисциплина, предметом которых являются правовые нормы, регулирующие отношения в сфере правосудия по гражданским делам.

## Характеристика гражданского процессуального права в России

### Предмет, объект и метод правового регулирования
Предметом гражданского процессуального права как правовой отрасли служит сам гражданский процесс, то есть деятельность суда и других участников, а также в определённой степени и деятельность органов исполнения судебных постановлений.
Объектом правового регулирования в Гражданском процессуальном праве являются общественные отношения, регулируемые нормами права, в области судопроизводства по гражданским делам.
Метод, используемый в регулировании отношений в сфере гражданского судопроизводства, характеризуется как императивно-диспозитивный, то есть сочетающий в себе императивный метод в части регулирования вопросов, связанных с действиями суда, и диспозитивный метод в регулировании поведения и процессуальной деятельности участников судебного процесса.
Это означает, что инициатива возникновения гражданских дел принадлежит заинтересованным лицам, а не суду, который по своей инициативе гражданских дел не возбуждает. Обжалования судебных актов, так же, как и их исполнение, зависят также от волеизъявления заинтересованных субъектов процессуального права. Большинство норм гражданского процессуального права носит разрешительный, а не запретительный характер. Гражданский процесс в Российской Федерации организован таким образом, что лица, заинтересованные в определённом исходе дела, сами проявляют активность в отношениях с судом, без вменения им это в обязанности. Со своей стороны, суд не вправе оставить без внимания и оценки любое процессуальное действие участника процесса. В результате рассмотрения дела суд обязан вынести решение, которое приобретает общеобязательную силу, обеспеченную механизмом государственного принуждения.
Отдельными лицами высказывается мнение о том, что метод регулирования отношений в гражданском процессуальном праве имеет черты только императивности, так как предметом регулирования отрасли являются отношения между властным органом — судом и иными участниками процесса, которые обязаны подчиняться решениям такого органа.

### Система отрасли
В составе гражданского процессуального права России принято различать общие положения, относящиеся по содержанию ко всему процессу, и нормы, регулирующие производство по отдельным стадиям процесса, включая исполнительное производство, а также правила, регулирующие процессуальные действия с иностранным элементом.
Общая часть Гражданского процессуального права состоит из основных институтов, закреплённых в разделе «Общие положения» ГПК РФ:
- принципы правосудия;
- подведомственность и подсудность гражданских дел;
- статус лиц, участвующих в деле;
- организация представительства в суде;
- система доказательств и порядок доказывания
- и проч.

Особенная часть регулирует порядок осуществления процессуальных действий и структурно следует логике развития отношений в ходе рассмотрения и разрешения гражданского дела от момента обращения заинтересованного лица в суд до момента реальной защиты его прав, в том числе исполнения судебного постановления.

### Действие во времени, пространстве и по кругу лиц
Действие гражданских процессуальных норм во времени
Совершение отдельных процессуальных действий, исполнение постановлений судов общей юрисдикции, актов других органов в случаях, предусмотренных законодательством об исполнительном производстве, ведутся по гражданским процессуальным законам, действующим во время совершения соответствующих процессуальных действий (ч. 3 ст. 1 ГПК РФ, ч. 4 ст. 3 АПК РФ). Независимо от времени возбуждения гражданского дела в суде при совершении процессуальных действий применяется процессуальный закон, действующий в этот момент. Процессуальный закон вводится в действие, как правило, с момента опубликования, если в самом законе не указано иное.
Действие гражданских процессуальных норм в пространстве
Действие гражданских процессуальных норм в пространстве определяется в зависимости от компетенции органа, издавшего закон, подлежащий применению, и места нахождения суда, рассматривающего дело или совершающего отдельные процессуальные действия.
Суды России в своей деятельности руководствуются гражданскими процессуальными законами РФ. Следовательно, процессуальные нормы РФ действуют на всей территории России и применяются всеми судами РФ. Это правило действует и в тех случаях, когда дело передаётся в суд РФ из суда другого государства или когда отдельное процессуальное действие совершается по поручению суда другого государства.
Действие гражданских процессуальных норм по кругу лиц
Гражданские процессуальные нормы имеют обязательную силу для всех граждан, организаций и их объединений, независимо от форм собственности. Гражданский процессуальный закон РФ распространяется также на иностранцев, иностранные предприятия, находящиеся на территории России.

### Аналогия закона и права
Частью 4 ст. 1 ГПК РФ установлено, что в случае отсутствия нормы процессуального права, регулирующей отношения, возникающие в ходе гражданского судопроизводства, федеральные суды общей юрисдикции и мировые судьи применяют норму, регулирующую сходные отношения (аналогия закона), а при отсутствии такой нормы действуют исходя из принципов осуществления правосудия в РФ (аналогия права).

### Наука гражданского процессуального права в России
Наука гражданского процессуального права изучает совокупность норм гражданского процессуального права и иные правовые явления связанные с рассмотрением гражданских дел, а также регулируемые отраслью общественные отношения, складывающиеся в деятельности судов по рассмотрению гражданских дел и выполнению задач, возложенных на суд как орган правосудия.
Метод науки
Наука гражданского процессуального права широко использует и частные (конкретные) методы, и приёмы исследования научных проблем (сравнительно-правовые, конкретно-социологические, обобщение судебной практики, анализ статистических данных, анкетирование и др.), однако важнейшим является метод диалектики, на основе которой изучаются нормы гражданского процессуального права в их становлении и развитии, во взаимосвязи с другими общественными явлениями.
Задача науки гражданского процессуального права — определение пути развития гражданского судопроизводства и всестороннего совершенствования институтов гражданского процессуального права в целях увеличения их эффективности.
Учёными-процессуалистами исследуются проблемы и тенденции судебной защиты права для совершенствования как законодательства, так и правоприменительной деятельности. Уделяется внимание воспитательной роли правосудия, его нравственным основам.
Наука гражданского процессуального права призвана изучать причины правонарушений и судебных ошибок, используя материалы практики, данные статистики, и разрабатывать меры по предотвращению правонарушений, содействовать профилактике различных правонарушений и совершенствованию судебной практики в соответствии с требованиями закона.
С момента выделения из других научных областей наука гражданского процессуального права изучала наряду с судебной иные формы защиты и охраны субъективных прав, то есть правовые нормы, регулирующие разрешение гражданско-правовых споров третейскими судами, деятельность органов нотариата, в связи с чем система науки гражданского процессуального права отличается от системы самого права: в настоящее время в систему науки входят:
- гражданское процессуальное право России, регулирующее деятельность как общих, так и арбитражных судов (история и практика применения);
- гражданское процессуальное право зарубежных стран (законодательство и практика применения).
- несудебные формы защиты судебных прав граждан и организаций.
  - нотариат;
  - третейские суды.

### Дореволюционная наука
Первые серьёзные труды по гражданскому процессуальному праву стали появляться после судебной реформы 1864 года. Наиболее известными учёными-процессуалистами дореволюционного периода развития науки были Е. А. Нефедьев, Е. В. Васьковский.

### Соотношение гражданского и арбитражного процессуального права в России
В российской процессуальной науке не сложилось единой точки зрения относительно соотношения гражданского процессуального и арбитражного процессуального права. Наибольшее развитие получили подходы, при которых арбитражное процессуальное право выделяется в самостоятельную отрасль либо рассматривается как подотрасль гражданского процессуального права.
В начале 1970-х годов в российской правовой науке возникла теория единого процессуального права. Н. Б. Зейдер и его последователи включали в предмет гражданского процессуального права деятельность всех государственных органов (наряду с судом) и общественных организаций, осуществляющих защиту субъективных прав и законных интересов граждан и организаций (арбитраж, третейский суд и другие государственные и общественные органы), исходя из общности предмета защиты.
Противники такого подхода указывали на то, что отношения, возникающие в сфере правосудия по гражданским делам, существенно отличаются от правоотношений, складывающихся с участием других юрисдикционных органов ввиду различия в правовом положении суда и этих органов, в принципах их деятельности. Гражданское процессуальное законодательство регулирует судебную форму защиты права. Нормы права, регулирующие деятельность иных юрисдикционных органов, относятся к другим отраслям права. Эти доводы относились и к органам арбитража до 1 октября 1991 года, когда была упразднена вся система органов государственного и ведомственного арбитража и был введён в действие Закон РСФСР от 4 июля 1991 г. «Об арбитражном суде», учредивший полноценный судебный орган —арбитражный суд, а Конституция РФ включила его в систему органов правосудия. Указанные изменения в структуре органов правосудия послужили основанием обсуждения вопроса о том, к какой отрасли права относится законодательство об арбитражных судах и АПК.
Включение законодательства об арбитражном суде в качестве органической части гражданского процессуального права обосновывается теоретиками права общностью предмета защиты, правовой природы органа защиты, принципов его организации и деятельности, которые закреплены как в Конституции РФ, так и в процессуальных кодексах. Сторонниками этого подхода указывается на то, что Конституцией РФ не упоминается самостоятельное арбитражное судопроизводство. Кроме того, в ч. 1 ст. 1 ГПК РФ установлено, что перечисленными в ней законами определяется порядок гражданского судопроизводства в судах общей юрисдикции, то есть кодекс разграничивает гражданское судопроизводство в судах общей юрисдикции и в арбитражных судах. Это даёт некоторым процессуалистам основание говорить о двух видах гражданского судопроизводства и, следовательно, о едином гражданском процессуальном праве.
В пользу наличия самостоятельной отрасли права свидетельствует наличие независимой (хотя и схожей) от гражданско-процессуальной формы осуществления правосудия в арбитражных судах, закреплённой в отдельном источнике — Арбитражном процессуальном кодексе РФ.